# آزات آرشاکیان
آزات لوونی (لئویکی) آرشاکیان (ارمنی: Ազատ Լևոնի (Լևիկի) Արշակյան؛ زادهٔ ۱۳ اوت ۱۹۵۰) یک سیاستمدار اهل ارمنستان است که از تاریخ ۱۹۹۵ تا تاریخ ۱۹۹۹ سمت نمایندگی دوره اول مجلس ملی جمهوری ارمنستان را برعهده داشت. وی پیشتر از تاریخ ۱۹۹۰ تا تاریخ ۱۹۹۵ سمت نمایندگی دوره اول شورای عالی جمهوری ارمنستان را برعهده داشت.

## زندگی‌نامه
در	۱۳ اوت ۱۹۵۰ در ایروان به دنیا آمد و از دانشگاه ملی معماری و شهرسازی ارمنستان فارغ‌التحصیل شد. 